# Max Adolf Westen
Max Adolf Westen je bil inženir kemije, * 7. november 1913, Gradec, Avstrija, † 1. junij 1955, Buenos Aires, Argentina.

## Življenje

### Mladost in šolanje
Max Adolf Westen se je rodil 7. novembra 1913 v Gradcu očetu Adolfu Westnu in materi Annemarie Westen, rojeni Hunermann. Osnovno šolo je uspešno zaključil v Celju, nato je šolanje nadaljeval v Gradcu. Po končani srednji šoli je šolanje nadaljeval v Stuttgartu in v Dresdenu ter postal diplomirani inženir kemije. Poročil se je z Irene Westen, s katero sta imela dva sinova Maxa in Hansa. S svojo družino je živel v vili na Golovcu, ki si jo je sam zgradil.

### Sodelovanje Maxa Adolfa Westna z OF
Takoj ko je Max Adolf Westen spoznal, da bo Nemčija vojno izgubila, je v začetku leta 1945 navezal stike z Okrožnim odborom Osvobodilne fronte Celje. Nekaj dni pred kapitulacijo Nemčije se je Max Adolf Westen sestal s sekretarjem Okrajnega odbora OF Celje Martinom Klanšičarjem. Ta je predvsem želel doseči, da bi od komandanta nemških vojaških enot za sektor Celje dobil zagotovilo, da ob umiku iz Celja Nemci ne bodo uničili tovarne emajlirane posode.
Poleg tega, da je sodeloval z OF in jo podpiral, je navezal stike tudi z angleško obveščevalno službo in postal njen tajni agent. S tem je močno tvegal.

### Aretacija in sojenje pred vojaškim sodiščem
Zaradi sodelovanja z OF in angleško obveščevalno službo je bil Max Adolf Westen prepričan, da bo v tovarni emajlirane posode ohranil vsaj 50 % lastništva, kot jim je predlagal, vendar se je hudo zmotil.15. maja 1945 so ga aretirali v njegovi vili na Golovcu. Odpeljali so ga v zapor OZNE v Starem piskru ter ga zaslišali. Kasneje je bil odpeljan v ljubljanske zapore, kjer je čakal na sodni proces. Poleg Maxu Adolfu Westnu so sodili še njegovemu očetu in stricu, sodišče pa je vse tri spoznalo za krive in jih obsodilo. Max Adolf Westen je bil obsojen na kazen odvzema prostosti s prisilnim delom za petnajst let, izgubo državljanstva ter zaplembo premoženja.

### Priprave na pobeg iz kazenskega taborišča Kočevje
Max Adolf Westen je 15-letno zaporno kazen prestajal v Kazenskem taborišču Kočevje, kjer je delal pri obnovi tekstilne tovarne Tekstilana. Tega dela ni opravljal dolgo, saj mu je že novembra leta 1945 iz njega uspelo pobegniti. Pri organizaciji in izvedbi pobega naj bi tako ali drugače sodelovalo kar 13 oseb. Po pobegu se je Max Adolf Westen nastanil pri svojih starših na avstrijskem Štajerskem, pri katerih je bila že njegova žena z otrokoma. Zaradi ilegalnih poslov se je leta 1947 z družino preselil v Argentino, kjer je 1. julija 1955 tudi umrl.

## Delo
Kmalu po diplomi se je leta 1935 zaposlil v očetovi in stričevi tovarni emajlirane posode v Celju in leta 1936 postal njen obratovodja. Na tem položaju je ostal vse do maja 1945, ko  je bila tovarna emajlirane posode skupaj z vsemi ostalimi Westnovimi podjetji zaplenjena in podržavljena.

### Ustanovitelj podjetja emajlirane posode
Adolf Westen starejši je bil začetnik pomembne celjske družine industrialcev. Leta 1894 je na Spodnji Hudinji ustanovil podjetje za emajliranje surove posode. Cenena delovna sila in ugodna prometna lega sta na Celjskem omogočali hiter razvoj podjetja. Že leta 1901 se je Adolf Westen starejši osamosvojil. Bil je zelo uspešen, veliko je izvažal v Rusijo in že pred prvo svetovno vojno predstavljal enega največjih celjskih podjetnikov.

#### Dejavnost, ki se je izvajala v podjetju, je:
• Izdelovanje emajlirane, pocinkane, brušene in pokositrane posode in radiatorjev ter nekaterih izdelkov za jugoslovansko vojsko, kot so čelade, čutarice, ohišja za protipehotne mine.
• Med vojno je za nemško vojsko izdeloval stabilizatorje za bombe, morske mine, izvajal pa je tudi popravila avionskih kril in trupov.
Zaradi zaplembe premoženja je podjetje Adolfa Westna leta 1945 preneha delovati.

### Podjetje emajlirane posode danes
Po nacionalizaciji 1946 se je tovarna ponovno odprla pod imenom TEP (Tovarna emajlirane posode) oz. EMO, saj je obstajala tudi orodjarna. Kratica EMO torej pomeni emajlirnica, metalurgija in orodjarna. Ta pa se nahaja v Celju in obratuje še danes.

#### Emajl
Je steklasta masa, ki vsebuje pretežno oksidno sestavo, ki se v enem ali več slojih natali na kovinsko podlago, z namenom protikorozijske zaščite, izboljšanja kemijske odpornosti, videza in funkcionalnosti samih izdelkov.
V današnjem času se uporablja za emajliranje:
- kuhinjskih posod,
- sanitarnih izdelkov (kopalne kadi, tuš kadi)
- delov štedilnikov in kaminov,
- dimovodnih cevi
- toplotnih izmenjevalcev
- ogrevalnikov vode
- rezervoarjev
- napisnih plošč in znakov

## Sveti Krištof Maxa Adolfa Westna
Osebni predmet Maxa Adolfa Westna je bila svetinjica oz. emajlirana kovinska ploščica, ki ga je spremljala vse do smrti. Motiv na svetinjici je posnetek Tizianove freske iz leta 1524, na kateri je prikazan sv. Krištof, zavetnik popotnikov in zaščitnik proti nenadni smrti, kako prenaša dete Jezusa čez deročo reko. Predmet sicer nima umetniške vrednosti, predstavlja pa dragocen fragment zapuščine.